# Ghiacciaio Veststraumen
Il ghiacciaio Veststraumen (in norvegese: "Flusso occidentale") è un ampio ghiacciaio lungo circa 72 km situato sulla costa della Principessa Astrid, nella Terra della Regina Maud, in Antartide. Il ghiacciaio, il cui punto più alto si trova a oltre 600 m s.l.m., si trova in particolare nelle montagne di Kraul, dove fluisce verso ovest scorrendo lungo il versante meridionale di queste ultime, fino a che il suo flusso non entra a far parte della piattaforma glaciale Riiser-Larsen.

## Storia
Il ghiacciaio Veststraumen fu avvistato e fotografato per la prima volta il 5 novembre 1967, durante un sorvolo della costa da parte di un LC-130 della marina militare statunitense. Grazie a tali fotografie esso fu poi mappato da parte di cartografi dello United States Geological Survey e quindi, nel 1969, fu battezzato "ghiacciaio Endurance" dal comitato consultivo dei nomi antartici in ricordo dello sfortunato viaggio della nave Endurance svolto nel 1915 in questa parte del mare di Weddell. Tale nome fu però in seguito eliminato, poiché il comitato britannico per i toponimi antartici aveva già battezzato con lo stesso nome un altro ghiacciaio presente sull'isola Elephant. Il nome attuale, che, come detto, in norvegese significa "flusso occidentale", è apparso per la prima volta su una mappa dell'area realizzata dal Norsk Polarinstitutt nel 1972 ed è in seguito stato accettato da tutti i comitati preposti.